# Zorzines venusta
Zorzines venusta är en fjärilsart som beskrevs av Katsumi Yazaki 1986. Zorzines venusta ingår i släktet Zorzines och familjen nattflyn. Inga underarter finns listade i Catalogue of Life.